# 毛轴亚东杨
毛轴亚东杨（学名：Populus yatungensis var. trichorachis）为杨柳科杨属下的一个变种。

## 扩展阅读
- 維基物種上的相關：毛轴亚东杨